# Marismas do Guadalquivir

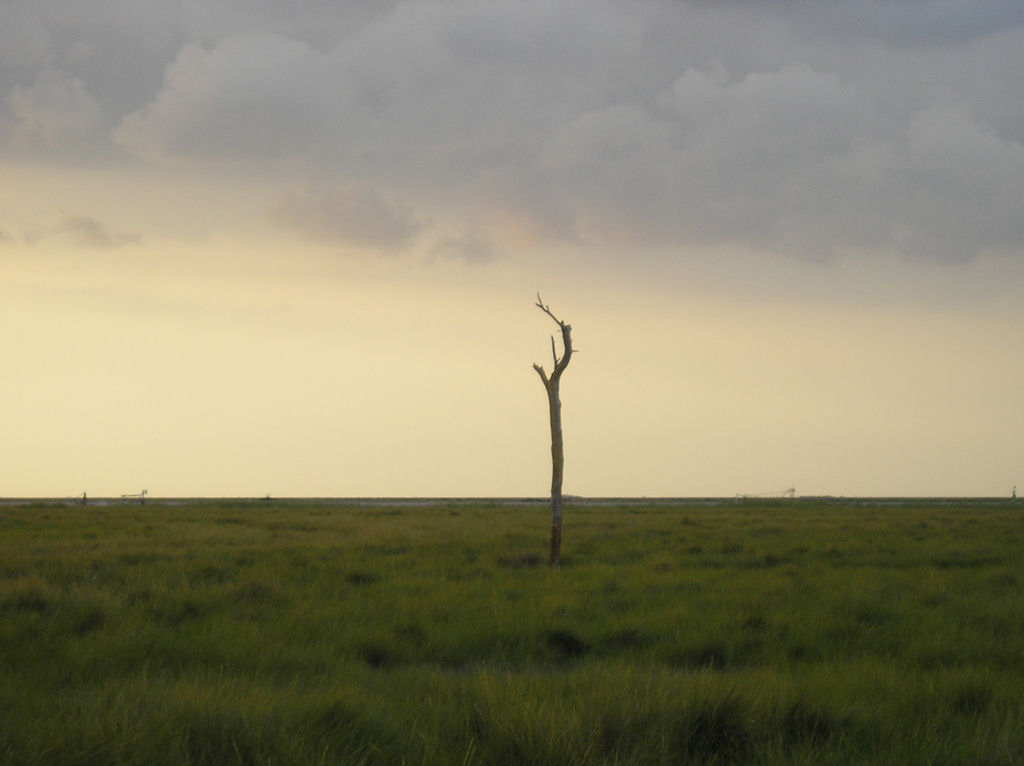
Vista das Marismas de Guadalquivir no extremo de Sanlúcar de Barrameda.

As marismas do rio Guadalquivir encontram-se no antigo estuário do rio, uma zona pertencente a três províncias: Sevilha, Huelva e Cádis, na Andaluzia, sudoeste de Espanha.

## Extensão e formação
As marismas do rio Guadalquivir têm uma extensão aproximada de 2 000 km², coincidindo com o que antigamente era o Lacus Ligustinus. Formam uma antiga enseada litoral preenchida por depósitos marinhos e fluviais de aluvião. Com efeito, a maior parte destas terras continua a ser inundável ainda hoje.
Na província de Sevilha abarca os seguintes municípios: Aznalcázar, Las Cabezas de San Juan, Dos Hermanas, Lebrija, Isla Mayor, Los Palacios y Villafranca, La Puebla del Río e Utrera.
Na província de Cádis abrange os seguintes municípios: Trebujena e Sanlúcar de Barrameda.
Durante as épocas de chuva, a marisma converte-se numa grande zona lacustre devido à sua forma plana, à sua proximidade ao mar e à natureza impermeável dos materiais do seu subsolo, que, como resultado, forma uma espécie de bacia praticamente fechada na sua superfície, cujo interior se enche de água. Os areais que a rodeiam funcionam como zonas de recarga do aquífero, através das quais esta se infiltra até aos lençóis freáticos.
A marisma caracteriza-se pela sua horizontalidade, onde se encontram as zonas com uma maior depressão que retêm a água durante um maior período de tempo, como os braços de águas, e outras mais elevadas que permanecem secas quase o ano inteiro, com exceção dos períodos de grandes inundações. Outra das suas características principais é a sazonalidade acentuada, própria do clima mediterrâneo, na qual se sucedem estações particularmente chuvosas e outras muito secas. Nesta sucessão destaca-se a primavera, durante a qual as zonas húmidas são o cenário de uma explosão de vida.

## Origem
Durante o início do quaternário, formou-se na região um golfo coincidente com a atual zona das marismas e, ao mesmo tempo, iniciou-se o crescimento de uma barra litoral arenosa que gradualmente fechou o golfo, tornando-o numa albufeira.
Esta encheu-se principalmente à custa de constantes depósitos fluviais, juntamente com alguns fenómenos de origem marinha-costeira (marés, temporais, arrasto de areia e resíduos de moluscos) que contribuíram para os preenchimentos finais. A mudança paleoambiental de enseada marinha para a marisma sob domínio fluvial ocorreu entre 70-40 a.C., de acordo com datações por radiocarbono e estudos de ostracodos (moluscos).
O avanço progressivo da areia pode ter levado ao fecho, em muitos casos, das fozes de alguns ribeiros e a dificultar ou impedir a sua drenagem, o que, por sua vez, levou à criação de lagoas locais.
Deste modo, o antigo lago marinho que ocupava as atuais marismas transformou-se, pouco a pouco, num lago de água doce, em cujo interior apareceram as três ilhas primitivas do Guadalquivir (Hernando ou Isleta, Mayor ou Captor e Menor ou Captiel). Ao ir abrindo o seu caminho, o rio formou um delta interior à volta das ilhas Mayor e Menor com os seus três braços (Braço do Oeste ou da Torre, que cerca a Ilha Mayor, Braço do Meio, com melhor navegabilidade, e Braço de Este, que cerca a Ilha Menor). À volta das ilhas Mayor e Menor e mais abaixo delas, apareceram grandes extensões de marismas que permaneciam encharcadas ou formavam um lamaçal durante a maior parte do ano, ficando secas apenas durante o verão. A terra foi assim ganhando terreno progressivamente, primeiro ao mar, que formava aqui uma enseada, e depois ao lago, com regime dominante de água doce.
Após o lago ter ficado cheio com os depósitos fluviais, surgiram as marismas, sujeitas às influências da maré, das estiagens e das cheias do Guadalquivir. Entre a marisma e o mar, a oeste da foz (na faixa de terra firme), foram-se formando áreas de floresta mediterrânica e cordões de dunas. Por outro lado, o processo de transformação geológica das ilhas e das marismas atuais deu origem a uma planície fluvial devido à sua evolução natural e à atividade humana.

## Atividade humana
Desde a pré-história que a atividade do ser humano tem provocado um aumento acelerado do depósito de sedimentos do rio Guadalquivir e seus afluentes.
Contudo, desde há mais de 200 anos que este fenómeno se tem vindo a acentuar, com o estuário do Guadalquivir a sofrer uma profunda transformação, de tal forma que hoje não é possível perceber se tal não terá acontecido como resultado de uma mistura e sobreposição de fatores naturais e económicos.
As dificuldades de navegação pelo rio (por causa do aparecimento de barcos de maior calado) provocaram o corte progressivo dos meandros característicos desta zona. Desde a realização do primeiro corte em 1794, o percurso do rio até Sevilha foi reduzido dos 120 quilómetros iniciais para os 80 atuais. Pela mesma razão, o leito principal do rio foi canalizado e escavado em múltiplas ocasiões. Da mesma forma, já no século XX, aumentou a pressão económica para secar as Marismas, utilizando-se como argumentos a higiene e a saúde pública, tendo como objetivo final o aproveitamento económico para fins agrícolas, de criação de gado, de extração de sal, e de urbanização que provocaram amputações de braços laterais do rio, construção de diques e sistemas de drenagem, bem como a transformação do conjunto da bacia hidrográfica com a construção de um potente sistema de regulação e aproveitamento da água, que modificou radicalmente o regime hidrológico do rio, reduzindo as suas estiagens e mitigando as suas cheias.

## Fauna e flora
Mais de 150 espécies de aves utilizam as marismas como local de passagem durante a sua migração ou como local de abrigo nos invernos mais rigorosos. Cerca de 125 espécies utilizam-nas ainda como habitat de reprodução. As “gaiolas”, grandes sobreiros no perímetro das marismas repletos de aves nas suas copas, resumem toda esta explosão de vida numa das imagens mais conhecidas da zona de Marismas em Doñana. Destacam-se as aves piscatórias de águas relativamente profundas, como os mergulhões-de-crista, os patos marinhos, os corvos-marinhos e as gaivotas, que predominam sobre as aves de águas pouco profundas, típicas dos ecossistemas das marismas, que hoje em dia ainda se mantêm no Parque Nacional de Doñana, como o flamingo, o pernilongo, o alfaiate, o pato-de-bico-vermelho, o ganso-bravo, a cegonha-branca e a cegonha-preta.
A fauna marinha conta com espécies próprias de ambientes costeiros limo-arenosos, como a enguia, o sável, o alburno ou ablete, a carpa, a língua, o linguado, o robalo, o peixe-rei, a gamba e ainda o esturjão (que desapareceu do rio na década de 1960, embora exista um projeto para a sua reintrodução).

## Exploração económica

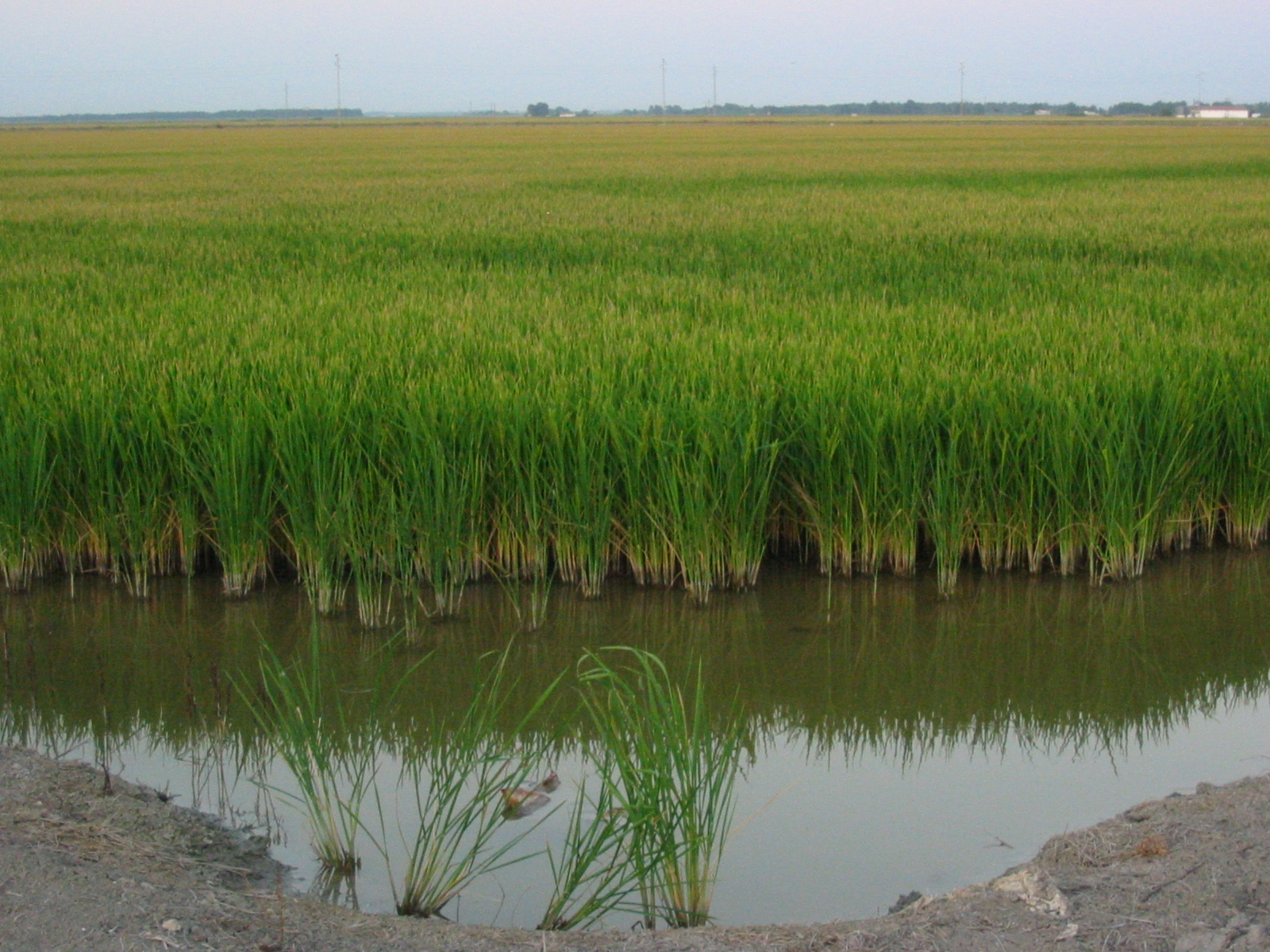
Marismas usadas como arrozais em Isla Mayor.

Durante séculos, as marismas ficaram excluídas da atividade económica devido à natureza inóspita dos seus areais, às dificuldades que apresentavam para o cultivo, ao seu carácter inundável, à salinidade do seu solo e à presença endémica de doenças como a malária. Este panorama mudou quando se deu início ao processo de colonização do território na procura por novos aproveitamentos, iniciado no século XIX e consolidado no século XX. Como resultado, as marismas da margem direita do Guadalquivir mantiveram-se conservadas no seu estado natural, enquanto as situadas na margem esquerda foram transformadas pelo Homem na procura de aproveitamento económico. Para a adequação destes terrenos, construiu-se uma barreira para a zona de cultivo das cheias do rio Guadiamar, surgindo daqui a zona chamada de Entremuros com um quilómetro de largura, limitada por dois diques de terra destinados à canalização do troço final do rio Guadiamar até ao Guadalquivir, o que provocou o isolamento destas terras em relação às marismas de Doñana. Esta infraestrutura serviu de defesa ao parque no Desastre de Doñana. As obras do Corredor Verde, de reabilitação do rio Guadiamar, conseguiram recuperar o funcionamento natural desta zona e manter a diversidade dos seus habitats.

### Gado
A relação ecológica entre o gado bovino e as marismas é tão antiga que já os cronistas clássicos falavam das manadas que habitavam o Tartesso (o que hoje em dia conhecemos como Marismas do Guadalquivir). Quando no século XVIII surgem as quintas de criação de gado bovino bravo, as quais transformaram as antigas manadas em sistemas de criação, as marismas do Guadalquivir foram o berço do touro bravo da Andaluzia.
Na atualidade, são muito poucas as manadas de bovinos que continuam a pastar nas marismas. A utilização destes terrenos para a agricultura, principalmente para o cultivo do arroz, fez com que o touro se deslocasse para outros terrenos, fundamentalmente de prado e floresta.

### Pesca
Até à década de 1960, explorava-se economicamente a pesca do esturjão. Atualmente, e depois do seu desaparecimento, a pesca nesta zona é mais artesanal, dedicada à enguia-de-vidro e ao camarão. Também se pescam outras espécies.

### O cultivo do arroz
O arroz em Sevilha (a província de Espanha líder na produção deste cereal) está concentrado na margem direita do rio Guadalquivir, mais concretamente nos municípios da Isla Mayor, Puebla del Río, Los Palacios y Villafranca e Aznalcázar, alcançando nesta zona uma superfície de cultivo de 28 000 hectares e chegando a registar colheitas até 310 000 toneladas (cerca de 40% de toda a produção espanhola). O cultivo não é, no entanto, tradicional da província de Sevilha. Foi introduzido na década de 1920, o que provocou a chegada de muitos agricultores valencianos especialistas neste cultivo. No município de Isla Mayor, município de cultivo do arroz por excelência, o arroz é o único cultivo possível e a única fonte de riqueza e emprego, juntamente com a indústria auxiliar do caranguejo, a qual está totalmente vinculada ao cultivo do arroz, do qual depende a sua matéria-prima.